# Sunne tingslag
Sunne tingslag var ett tingslag i Jämtlands län i Jämtland.
Sunne tingslag bildades 1741. Tingslaget upphörde 1916 då verksamheten överfördes till Sunne, Ovikens och Hallens tingslag. 
Tingslaget ingick till 1812 i Jämtlands domsaga, mellan 1812 och 1879 i Södra Jämtlands domsaga och från 1879 i Jämtlands västra domsaga.   

## Socknar
Sunne tingslag omfattade två socknar.
- Frösö socken
- Sunne socken